# Skisprung-Grand-Prix 2021
Der Skisprung-Grand-Prix 2021 (offizielle Bezeichnung: FIS Grand Prix Ski Jumping 2021) war eine vom Weltskiverband FIS ausgetragene Wettkampfserie im Skispringen, die bei Männern und Frauen zwischen dem 17. Juli und dem 2. Oktober 2021 abgehalten wurde. Der Grand Prix sollte bei den Männern zehn Einzelspringen sowie bei den Frauen nach der Absage der Wettbewerbe in Schtschutschinsk lediglich sieben Einzelwettbewerbe in Europa und Zentralasien umfassen. Darüber hinaus fand ein Mixed-Teamspringen statt. Nach der Absage der Wettbewerbe in Râșnov aufgrund organisatorischer Probleme beinhaltete das Programm der Männer nur noch acht Einzelspringen.

## Ergebnisse und Wertungen Männer

### Grand-Prix-Übersicht
| Datum        | Austragungsort   | Schanze                          | Bemerkung | Sieger                | Zweiter               | Dritter                       |
| ------------ | ---------------- | -------------------------------- | --------- | --------------------- | --------------------- | ----------------------------- |
| 17.07.2021   | Wisła            | Malinka HS134                    | Nacht     | Jakub Wolny           | Jan Hörl              | Dawid Kubacki                 |
| 18.07.2021   | Wisła            | Malinka HS134                    | Nacht     | Dawid Kubacki         | Jan Hörl              | Anže Lanišek                  |
| 07.08.2021   | Courchevel       | Tremplin du Praz HS135           |           | Stefan Kraft          | Gregor Deschwanden    | Simon Ammann                  |
| 05.09.2021 1 | Schtschutschinsk | Lyzhnyy Tramplin Burabay HS99 1  |           | Halvor Egner Granerud | Marius Lindvik        | Wladimir Sografski            |
| 05.09.2021   | Schtschutschinsk | Lyzhnyy Tramplin Burabay HS99 1  |           | Halvor Egner Granerud | Robert Johansson      | Marius Lindvik Danil Sadrejew |
| 11.09.2021   | Tschaikowski     | Sneschinka HS140                 |           | Halvor Egner Granerud | Jewgeni Klimow        | Johann André Forfang          |
| 18.09.2021   | Râșnov           | Trambulina Valea Cărbunării HS97 | abgesagt  | abgesagt              | abgesagt              | abgesagt                      |
| 19.09.2021   | Râșnov           | Trambulina Valea Cărbunării HS97 | abgesagt  | abgesagt              | abgesagt              | abgesagt                      |
| 25.09.2021   | Hinzenbach       | Aigner-Schanze HS90              |           | Yukiya Satō           | Ryōyū Kobayashi       | Karl Geiger                   |
| 02.10.2021   | Klingenthal      | Vogtland Arena HS140             |           | Ryōyū Kobayashi       | Halvor Egner Granerud | Johann André Forfang          |

### Wertungen
| Rang | Name                  | Punkte |
| ---- | --------------------- | ------ |
| 01.  | Halvor Egner Granerud | 380    |
| 02.  | Dawid Kubacki         | 242    |
| 03.  | Jan Hörl              | 225    |
| 04.  | Marius Lindvik        | 219    |
| 05.  | Anže Lanišek          | 208    |
| 06.  | Jakub Wolny           | 203    |
| 07.  | Markus Schiffner      | 191    |
| 08.  | Ryōyū Kobayashi       | 180    |
| 09.  | Johann André Forfang  | 169    |
| 10.  | Roman Trofimow        | 168    |
| 11.  | Gregor Deschwanden    | 165    |
| 12.  | Robert Johansson      | 154    |
| 13.  | Michail Nasarow       | 147    |
| 14.  | Karl Geiger           | 140    |
| 15.  | Yukiya Satō           | 136    |
| 16.  | Wladimir Sografski    | 132    |
| 17.  | Cene Prevc            | 129    |
| 18.  | Constantin Schmid     | 128    |
| 19.  | Stefan Kraft          | 124    |
| 20.  | Danil Sadrejew        | 099    |
| 21.  | Daiki Itō             | 095    |
|      | Andreas Wellinger     | 095    |
| 23.  | Viktor Polášek        | 089    |
| 24.  | Jewgeni Klimow        | 084    |
| 25.  | Markus Eisenbichler   | 081    |
| 26.  | Ilja Mankow           | 076    |
| 27.  | Piotr Żyła            | 074    |
| 28.  | Sergei Tkatschenko    | 072    |
| 29.  | Peter Prevc           | 070    |
| 30.  | Severin Freund        | 069    |
| 31.  | Simon Ammann          | 060    |

| Rang | Name                  | Punkte |
| ---- | --------------------- | ------ |
| 32.  | Tilen Bartol          | 059    |
| 33.  | Stefan Hula           | 058    |
|      | Maciej Kot            | 058    |
| 35.  | Lovro Kos             | 057    |
|      | Maximilian Steiner    | 057    |
| 37.  | Robin Pedersen        | 054    |
| 38.  | Shinnosuke Fujita     | 053    |
| 39.  | Reruhi Shimizu        | 052    |
| 40.  | Rikuta Watanabe       | 046    |
| 41.  | Anders Håre           | 045    |
| 42.  | Antti Aalto           | 043    |
|      | Čestmír Kožíšek       | 043    |
| 44.  | Stephan Leyhe         | 041    |
| 45.  | Manuel Fettner        | 039    |
| 46.  | Giovanni Bresadola    | 035    |
| 47.  | Andrzej Stękała       | 033    |
| 48.  | Klemens Murańka       | 029    |
| 49.  | Timi Zajc             | 028    |
| 50.  | Žiga Jelar            | 026    |
| 51.  | Kevin Maltsev         | 025    |
|      | Paweł Wąsek           | 025    |
| 53.  | Philipp Aschenwald    | 024    |
|      | Hiroaki Watanabe      | 024    |
| 55.  | Kamil Stoch           | 023    |
| 56.  | Daniel-André Tande    | 022    |
|      | Ulrich Wohlgenannt    | 022    |
| 58.  | Thomas Lackner        | 021    |
| 59.  | Yūken Iwasa           | 020    |
|      | Matthew Soukup        | 020    |
| 61.  | Michail Maximotschkin | 019    |
| 62.  | Naoki Nakamura        | 018    |

| Rang | Name                    | Punkte |
| ---- | ----------------------- | ------ |
|      | Danil Wassiljew         | 018    |
| 64.  | Jewhen Marussjak        | 017    |
|      | Elias Medwed            | 017    |
| 66.  | Timon-Pascal Kahofer    | 016    |
|      | Aleksander Zniszczoł    | 016    |
| 68.  | Francesco Cecon         | 014    |
|      | Daniel Huber            | 014    |
| 70.  | Casey Larson            | 013    |
| 71.  | Witalij Kalinitschenko  | 012    |
| 72.  | Kacper Juroszek         | 011    |
| 73.  | Fatih Arda İpcioğlu     | 010    |
| 74.  | Junshirō Kobayashi      | 009    |
| 75.  | Andrei Feldorean        | 008    |
|      | Michael Hayböck         | 008    |
| 77.  | Thomas Diethart         | 007    |
|      | Richard Freitag         | 007    |
| 79.  | Pius Paschke            | 006    |
|      | Mika Schwann            | 006    |
| 81.  | Jan Bombek              | 004    |
|      | Andreas Granerud Buskum | 004    |
|      | Martin Hamann           | 004    |
|      | Andrew Urlaub           | 004    |
| 85.  | Michail Purtow          | 003    |
|      | David Siegel            | 003    |
| 87.  | Sander Vossan Eriksen   | 002    |
|      | Clemens Leitner         | 002    |
|      | Sondre Ringen           | 002    |
|      | Song Qiwu               | 002    |
| 91.  | Valentin Foubert        | 001    |
|      | Maxim Kolobow           | 001    |
|      | Niko Kytösaho           | 001    |

| Rang | Name        | Punkte |
| ---- | ----------- | ------ |
| 01.  | Norwegen    | 1251   |
| 02.  | Österreich  | 0773   |
| 03.  | Polen       | 0772   |
| 04.  | Japan       | 0758   |
| 05.  | Slowenien   | 0756   |
| 06.  | Russland    | 0747   |
| 07.  | Deutschland | 0574   |

| Rang | Name       | Punkte |
| ---- | ---------- | ------ |
| 08.  | Tschechien | 0232   |
| 09.  | Schweiz    | 0225   |
| 10.  | Bulgarien  | 0132   |
| 11.  | Italien    | 0124   |
| 12.  | Kasachstan | 0090   |
| 13.  | Rumänien   | 0058   |
| 14.  | Finnland   | 0044   |

| Rang | Name                | Punkte |
| ---- | ------------------- | ------ |
| 15.  | Vereinigte Staaten  | 0042   |
| 16.  | Ukraine             | 0029   |
| 17.  | Estland             | 0025   |
| 18.  | Kanada              | 0020   |
| 19.  | Türkei              | 0010   |
| 20.  | Volksrepublik China | 0002   |
| 21.  | Frankreich          | 0001   |

## Ergebnisse und Wertungen Frauen

### Grand-Prix-Übersicht
| Datum        | Austragungsort         | Schanze                | Bemerkung | Siegerin         | Zweite          | Dritte          |
| ------------ | ---------------------- | ---------------------- | --------- | ---------------- | --------------- | --------------- |
| 17.07.2021   | Wisła                  | Malinka HS134          | Nacht     | Urša Bogataj     | Sara Takanashi  | Nozomi Maruyama |
| 18.07.2021   | Wisła                  | Malinka HS134          | Nacht     | Urša Bogataj     | Sara Takanashi  | Marita Kramer   |
| 06.08.2021   | Courchevel             | Tremplin du Praz HS135 | Nacht     | Urša Bogataj     | Marita Kramer   | Nika Križnar    |
| 15.08.2021   | Frenštát pod Radhoštěm | Areal Horečky HS106    |           | Sara Takanashi   | Nozomi Maruyama | Silje Opseth    |
| 11.09.2021   | Tschaikowski           | Sneschinka HS140       |           | Urša Bogataj     | Silje Opseth    | Ema Klinec      |
| 12.09.2021 1 | Tschaikowski           | Sneschinka HS140       |           | Irina Awwakumowa | Urša Bogataj    | Silje Opseth    |
| 02.10.2021   | Klingenthal            | Vogtland Arena HS140   |           | Marita Kramer    | Urša Bogataj    | Sara Takanashi  |

### Wertungen
| Rang | Name              | Punkte |
| ---- | ----------------- | ------ |
| 01.  | Urša Bogataj      | 600    |
| 02.  | Sara Takanashi    | 320    |
| 03.  | Marita Kramer     | 272    |
| 04.  | Silje Opseth      | 265    |
| 05.  | Nika Križnar      | 236    |
| 06.  | Nozomi Maruyama   | 211    |
|      | Ema Klinec        | 211    |
| 08.  | Irina Awwakumowa  | 210    |
|      | Jerneja Brecl     | 210    |
| 10.  | Eva Pinkelnig     | 164    |
| 11.  | Yūki Itō          | 162    |
| 12.  | Katharina Althaus | 141    |
| 13.  | Jenny Rautionaho  | 126    |
| 14.  | Sofja Tichonowa   | 124    |
| 15.  | Kaori Iwabuchi    | 116    |
| 16.  | Anna Odine Strøm  | 107    |
| 17.  | Julia Clair       | 102    |
|      | Lisa Eder         | 102    |
| 19.  | Špela Rogelj      | 077    |

| Rang | Name                   | Punkte |
| ---- | ---------------------- | ------ |
| 20.  | Alexandra Kustowa      | 076    |
|      | Klára Ulrichová        | 076    |
| 22.  | Daniela Iraschko-Stolz | 074    |
| 23.  | Lara Malsiner          | 069    |
| 24.  | Kristina Prokopjewa    | 067    |
| 25.  | Sophie Sorschag        | 055    |
| 26.  | Katra Komar            | 054    |
| 27.  | Kinga Rajda            | 052    |
|      | Selina Freitag         | 052    |
| 29.  | Thea Minyan Bjørseth   | 051    |
| 30.  | Chiara Kreuzer         | 050    |
| 31.  | Abigail Strate         | 049    |
| 32.  | Haruka Iwasa           | 047    |
|      | Irma Machinja          | 047    |
| 34.  | Joséphine Pagnier      | 044    |
|      | Yūka Setō              | 044    |
| 36.  | Dong Bing              | 042    |
| 37.  | Karolína Indráčková    | 035    |
| 38.  | Anna Schpynjowa        | 033    |

| Rang | Name                  | Punkte |
| ---- | --------------------- | ------ |
|      | Julia Kykkänen        | 033    |
| 40.  | Pauline Heßler        | 032    |
| 41.  | Juliane Seyfarth      | 030    |
| 42.  | Peng Qingyue          | 025    |
| 43.  | Nicole Konderla       | 022    |
| 44.  | Alexandria Loutitt    | 021    |
| 45.  | Anna Rupprecht        | 018    |
| 46.  | Yuka Kobayashi        | 017    |
| 47.  | Luisa Görlich         | 012    |
| 48.  | Xenija Kablukowa      | 010    |
| 49.  | Marija Jakowlewa      | 008    |
|      | Daniela Haralambie    | 008    |
| 51.  | Wang Liangyao         | 006    |
|      | Misaki Shigeno        | 006    |
| 53.  | Anastassija Subbotina | 004    |
| 54.  | Joanna Szwab          | 002    |
| 55.  | Alina Borodina        | 001    |

| Rang | Name       | Punkte |
| ---- | ---------- | ------ |
| 01.  | Slowenien  | 1563   |
| 02.  | Japan      | 1048   |
| 03.  | Russland   | 0730   |
| 04.  | Österreich | 0717   |
| 05.  | Norwegen   | 0623   |

| Rang | Name        | Punkte |
| ---- | ----------- | ------ |
| 06.  | Deutschland | 0285   |
| 07.  | Tschechien  | 0211   |
| 08.  | Finnland    | 0159   |
| 09.  | Frankreich  | 0146   |
| 10.  | Italien     | 0144   |

| Rang | Name                | Punkte |
| ---- | ------------------- | ------ |
| 11.  | Polen               | 0076   |
| 12.  | Volksrepublik China | 0073   |
| 13.  | Kanada              | 0070   |
| 14.  | Rumänien            | 0058   |
| 15.  | Vereinigte Staaten  | 0025   |

## Mixed-Team-Wettkämpfe

### Grand-Prix-Übersicht
| Datum      | Austragungsort | Schanze          | Bemerkung | Sieger                                                                           | Zweite                                                | Dritte                                                                   |
| ---------- | -------------- | ---------------- | --------- | -------------------------------------------------------------------------------- | ----------------------------------------------------- | ------------------------------------------------------------------------ |
| 12.09.2021 | Tschaikowski   | Sneschinka HS140 |           | NorwegenAnna Odine Strøm Johann André Forfang Silje Opseth Halvor Egner Granerud | SlowenienUrša Bogataj Lovro Kos Ema Klinec Cene Prevc | RusslandIrina Awwakumowa Michail Nasarow Sofija Tichonowa Jewgeni Klimow |